# Virtus.pro
Virtus.pro (kurz: VP, russisch Виртус.про) ist ein russischer E-Sport-Clan, welcher durch seine Erfolge in den Disziplinen Counter-Strike und Dota 2 bekannt wurde. Symbol des Clans ist der Bär. Im Oktober 2015 kündigte die vom Milliardär Alischer Burchanowitsch Usmanow gegründete USM Holdings an, über 100 Millionen US-Dollar in Virtus.pro zu investieren. Aus dem Investment entstand 2016 die ESforce Holding Ltd., welche die Geschäfte der Organisation leitet.

## Counter-Strike

### Counter-Strike 1.6
Mit der Gründung von virtus.pro im November 2003 wurde die Counter-Strike-Abteilung des Moskauer Clans A-Line übernommen. Die Bären konnten sich schnell etablieren. Bald dominierte virtus.pro die russische Szene. In den kommenden Jahren konnten über 20 Events auf russischem Boden gewonnen werden. Auf internationaler Ebene hatte virtus.pro seine Höhepunkte in den ersten Jahren. Beim Electronic Sports World Cup 2004 in Paris erreichte das Team den dritten Platz. Im Juni des Folgejahres konnte das, mit 25.000 $ dotierte, Event Acon5 gewonnen werden. Das Quintett bei beiden Erfolgen bestand aus Ivan „F_1N“ Kochugov, Victor „Sally“ Filimonchenko, Konstantin „Groove“ Pikiner, Aleksey „LeX“ Kolesnikov und Boris „Snoop“ Podvalchikov. Im Herbst 2009 wurde virtus.pro für eineinhalb Jahre ausgesetzt. Die Spieler gingen zu den Clans UNiTED und Iron Will über.
Nach der Neugründung im April 2011 war der größte Erfolg der Einzug ins Halbfinale beim DreamHack Summer 2012. Im Januar 2013 wurde die 1.6-Abteilung aufgelöst. In über neun Jahren spielten 22 Russen und 5 Ukrainer für die Bären. Darunter Danylo „Zeus“ Teslenko und Ionann „Edward“ Sukhariev, welche später Erfolge mit Natus Vincere feierten. Aleksey „LeX“ Kolesnikov war der einzige Spieler, welcher fast während der gesamten Zeit des Bestehens der 1.6-Abteilung professionelle Wettkämpfe für virtus.pro bestritt.

### Counter-Strike: Global Offensive
Im Oktober 2012 wurde die Counter-Strike: Global Offensive-Abteilung geschaffen. Sie bestand zunächst bis Juli 2013. Die Spieler wurden aus der 1.6-Abteilung übernommen (Emil „kucher“ Akhundov) oder von anderen Clans (Sergey „Fox“ Stolyarov, Mihai „Dosia“ Stolyarov) geholt. In dieser Zeit konnte man u. a. Podestplätze in der SLTV StarSeries IV-VI, einen 3. Platz bei den Copenhagen Games 2013 und einen Halbfinaleinzug beim DreamHack Summer 2013 verbuchen.
Nach einem halben Jahr Pause übernahm virtus.pro die Mannschaft des polnischen Clan AGAiN. Seitdem tritt die CS:GO-Abteilung unter polnischer Flagge an. Das Team konnte sich direkt wieder in die Weltspitze katapultieren. Beweis dafür sind zweite Plätze bei den Copenhagen Games 2014 und bei der 2. Saison der Fragbite Masters. Unter der polnischen Ära gelang virtus.pro auch der bis dahin größte Erfolg der Clangeschichte. Beim EMS One Katowice 2014 Turnier konnte man NiP nach 16:9 auf de_mirage und 16:10 auf de_inferno mit 2:0 schlagen. Auch nach der EMS One Katowice 2014 gelangen VP weitere Erfolge. Das polnische Quintett gewann im Jahr 2014 unter anderem die Gfinity G3 Lan, die achte Season der polnischen EPS und das Acer A-Split Invitational. Negativ rückte das Lineup im Mai 2014 in den Mittelpunkt, nachdem bekannt wurde, dass einige Spieler das Wettportal csgolounge.com hintergangen haben, indem sie Wetteinsätze auf ein bereits abgeschlossenes Match tätigten. Nach außen sichtbare Konsequenzen gab es nicht.
Im Juli 2016 gewann Virtus.pro die erste Saison der Eleague und nahm 400.000 US-Dollar Preisgeld nach Hause. Im Februar 2017 konnte Virtus.pro die DreamHack Masters Las Vegas gewinnen. Sie besiegten im Turnier unter anderem mousesports und SK Gaming und gewannen 200.000 US-Dollar Preisgeld.
Im Februar 2018 lieh Virtus.pro Michał „MICHU“ Müller von Team Kinguin aus. Er ersetzt Wiktor „TaZ“ Wojtas, welcher kurze Zeit später das Team verließ. Am 22. März desselben Jahres wurde Müller nach einer einmonatigen Testphase fest für das Team übernommen. Am 27. Juni 2018 übernahm mousesports den Spieler Janusz „Snax“ Pogorzelski, welcher von Piotr „morelz“ Taterka ersetzt wurde. Im September 2018 verließ Paweł „byali“ Bieliński das Team. Am 13. Dezember 2018 kündigte das Management von Virtus.pro an, das CS:GO Team aufzulösen, Grund dafür seien die zu schlechten Ergebnisse und die nicht getroffenen Erwartungen der letzten Monate gewesen. Allerdings kehrte das Management mit einem neuen Team am 24. Dezember 2018 wieder zurück, bestehend aus Janusz „Snax“ Pogorzelski, Paweł „byali“ Bieliński, Michał „snatchie“ Rudzki, Michał Müller und Mateusz „TOAO“ Zawistowski, unterstützt von Jakub „kuben“ Gurczyński als Trainer.
Mateusz „TOAO“ Zawistowski wurde am 25. April auf die Ersatzbank verschoben und wird seit dem 17. April 2019 von Arek „Vegi“ Nawojski, welcher davor im polnischen Team PACT spielte.
Im Dezember 2019 beschloss das Team einen Neuanfang. Das kasachische Team, welches vorher unter dem Namen „Avangar“ spielte, wurde von virtus.pro unter Vertrag genommen. Nun bestand das Team aus Timur „buster“ Tulepow, Alexei „Qikert“ Golubew, Ali „jame“ Dschami, Sanschar „SANJI“ Kulijew und Dauren „AdreN“ Kystaubajew. Als Coach wurde Dastan „dastan“ Aqbajew dazugeholt. Man erreichte den geteilten 3. – 4. Platz beim cs_summit #5. Bei der IEM Katowice 2020 schied man als eines der ersten Teams in der Gruppenphase aus. Nach enttäuschenden Ergebnissen wurde Dauren „AdreN“ Kystaubajew auf die Ersatzbank verlagert und Mareks „YEKINDAR“ Gaļinskis ins Team geholt.
Im Januar 2021 gewann das Team das Turnier cs_summit #7 und 100.000 US-Dollar Preisgeld. Bei der IEM Katowice 2021 landete das Team auf Platz 2 und errang 180.000 US-Dollar Preisgeld. Kurz vor dem PGL Major 2021 in Stockholm wurde der Usbeke Sanschar „SANJI“ Kulijew durch den ehemaligen forZe-Spieler Jewgeni „FL1T“ Lebedew ersetzt. Im PGL Stockholm Major erreicht das Team den 5.–8. Platz.
Durch unterdurchschnittliche Resultate entschied sich die Organisation dazu, Mareks „YEKINDAR“ Gaļinskis und Timur „buster“ Tulepow auf die Ersatzbank zu schieben. Als Ersatz wurden Pjotr „fame“ Bolyschew und Dawid „n0rb3r7“ Danijeljan eingesetzt.
Aufgrund des Russischen Überfalls auf die Ukraine 2022 verbot die ESL die Teilnahme russischer Organisation mit Verbindungen zur russischen Regierung. Virtus.pro gab anschließend bekannt, unter neutralem Namen, Outsiders, aufzulaufen.
Im November 2022 sicherte sich das Team um den späteren HLTV MVP des Turniers Ali „jame“ Dschami den Titel bei der IEM Rio 2022, dem zweiten Major des Jahres und damit ein Preisgeld von 500.000 US-Dollar.
Nach dem Verkauf der Organisation an den ehemaligen ESforce Holding Ltd. CEO Emin Antonyan und Aram Karamanukyan, der kurze Zeit vorher CEO wurde, beurteilten die ESL und Blast, dass die Verbindungen zur russischen Regierung aufgelöst waren. Im März 2023 wurden die Verbote von den Turnierorganisatoren aufgehoben und das Team konnte wieder als Virtus.pro an den Wettbewerben teilnehmen. Außerdem verlegte das Team sein Hauptquartier nach Jerewan, Armenien.

#### Aktuelle Besetzung
- Denis „electroNic“ Sharipov (Kapitän)
- Jewgeni „FL1T“ Lebedew
- Kaisar „ICY“ Faiznurov
- Ilja „Perfecto“ Saluzki
- Timur „FL4MUS“ Marev (inaktiv)
- Dawid „n0rb3r7“ Danijeljan (inaktiv)
- Pjotr „fame“ Bolyschew

(Quelle: )
Ehemalige
- Ali „jame“ Dschami
- Janusz „Snax“ Pogorzelski
- Tomasz „phr“ Wójcik
- Michał „MICHU“ Müller
- Michał „snatchie“ Rudzki
- Arek „Vegi“ Nawojski
- Jakub „kuben“ Gurczyński (Trainer)

## Dota 2
In der Disziplin DotA war virtus.pro von 2006 bis 2008 aktiv. Seit Herbst 2012 hat der Clan eine Dota-2-Abteilung unterteilt in Männer- und Frauenmannschaft, welche im Herbst 2014 mit Virtus.pro Polar ein weiteres Quintett aufnahm. Größter Erfolg der Männermannschaft war der zweite Platz beim XMG Captains Draft 2.0. Hier nahm das Team über 60.000 USD mit nach Hause. Nachdem VP sich im März 2015 von ihren Hauptteam getrennt hatten, verlor das Polar-Team im April 2015 ihren Namenszusatz. Am 30. Juni 2016 wurde dieses Team entlassen. Am 4. August 2016 stellte Virtus.pro ein neues Quintett vor.
Im April 2020 wurde erneut ein zweites Team unter Vertrag genommen, diesmal unter dem Namen Virtus.Prodigy. Im November 2020 ersetzen die Spieler von Virtus.Prodigy das bisherige Team.
Unter anderem durch vier Top 6 Ergebnisse bei The International sowie mit mehreren Major Siegen, konnte das Dota 2 Team mehr als 11,4 Millionen US-Dollar Preisgeld erspielen.

### Männermannschaft

#### Lineup im April 2021
- Vitalie „Save“ Melnic
- Egor „Nightfall“ Grigorenko
- Danil „gpk“ Skutin
- Dmitry „DM“ Dorokhin
- Ilias „Kingslayer“ Ganeev

#### Ehemalige
- Ilya „Lil“ Ilyuk
- Ilya „Illidan“ Pevcaev
- Stanislav „BzzIsPerfect“ Glushan
- Vadim „Sedoy“ Musorin
- Egor „JotM“ Surkov (C)
- Vladimir „yol“ Basov
- Airat „Silent“ Gaziev
- Alexander „DkPhobos“ Kucheria
- Artem „fng“ Barshack
- Ilya „ALOHADANCE“ Korobkin
- Sergey „G“ Bragin
- Maxim „yoky-“ Kim
- Alexander „NoFear“ Churochkin
- Wladymyr „No[o]ne“ Mynenko
- Roman „RAMZES666“ Kuschnarjow
- Pawel „9pasha“ Chwastunow
- Vladimir „RodjER“ Nikogosyan
- Alexei „Solo“ Beresin

### Frauenmannschaft (ehemalig)
- Olga „KozaDereza“ Dunaeva (C)
- Darya „Jea1ousy“ Jiltsova
- Veronika „Vendetta“ Albasheeva
- Yana „b2ru“ Himchenko
- Mila „Mila“ Alieva

## League of Legends
Mit der Übernahme der Spieler des russischen Dragon Team am 28. Juni 2014 eröffnete virtus.pro seine Abteilung in der Disziplin League of Legends. Im April 2015 wurde die LoL-Abteilung aufgelöst.

### Ehemalige
- Oleg „PowerOfDreams“ Bondarenko (Top)
- Andrey „MirrorEnd“ Sinyavin (Jungle)
- Viktor „Piter Pokir“ Pachkunov (Mid, Teamkapitän)
- Egor „VincentVega“ Medvedev (AD)
- Kirill „Likkrit“ Malofeyev (Support)

## World of Tanks
In World of Tanks gehört folgendes Lineup zur Weltspitze dieser Disziplin (Stand: Dezember 2014):
- Ivan „Vors1k“ Fokin
- Ivan „Break_neck“ Fefelov
- Victor „bishop“ Novohatski
- Dmitriy „KycoK_Ov4arku“ Kasatkin
- Osipenko „JustCauz“ Sergey
- Maksim „Dellight“ Sinichkin
- Roman „povel“ Pavlenko
- Andrei „koreetz“ Casparov